# Régiment de Dauphin-Étranger cavalerie
Pour les articles homonymes, voir régiment du Dauphin.
Le régiment de Dauphin-Étranger cavalerie est un régiment de cavalerie du royaume de France créé en 1674.

## Création et différentes dénominations
- 12 mars 1674 : création du régiment de Dauphin-Étranger cavalerie
- 1er décembre 1761 : réformé par incorporation au régiment du Dauphin cavalerie

## Équipement

### Étendards
6 étendards de soie bleue, « Soleil d’or, 4 Dauphins & 4 fleurs de lys brodez d’or, & d’argent aux coins, & frangez d’or ».

Étendard du régiment de Dauphin-Étranger cavalerie
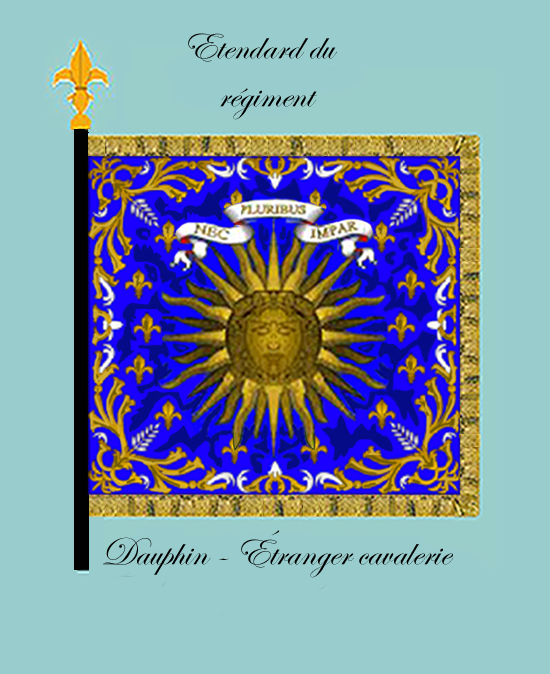
avers
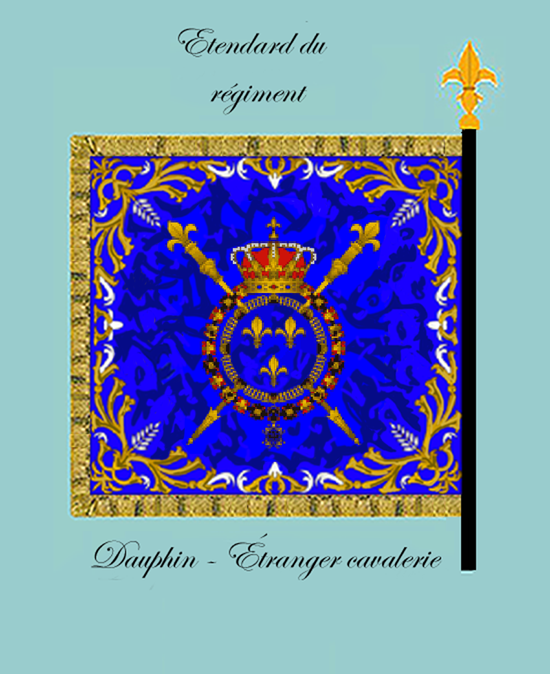
revers

### Habillement

Uniformes
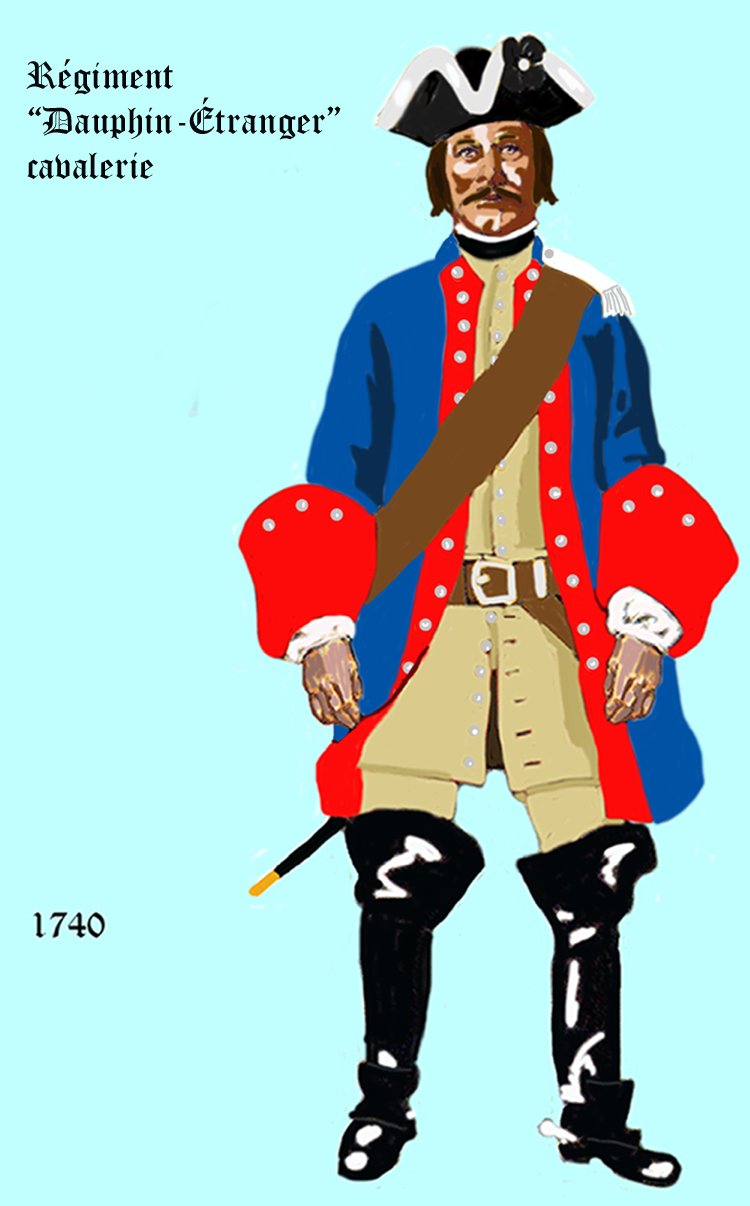
régiment de Dauphin-Étranger cavalerie de 1740 à 1757
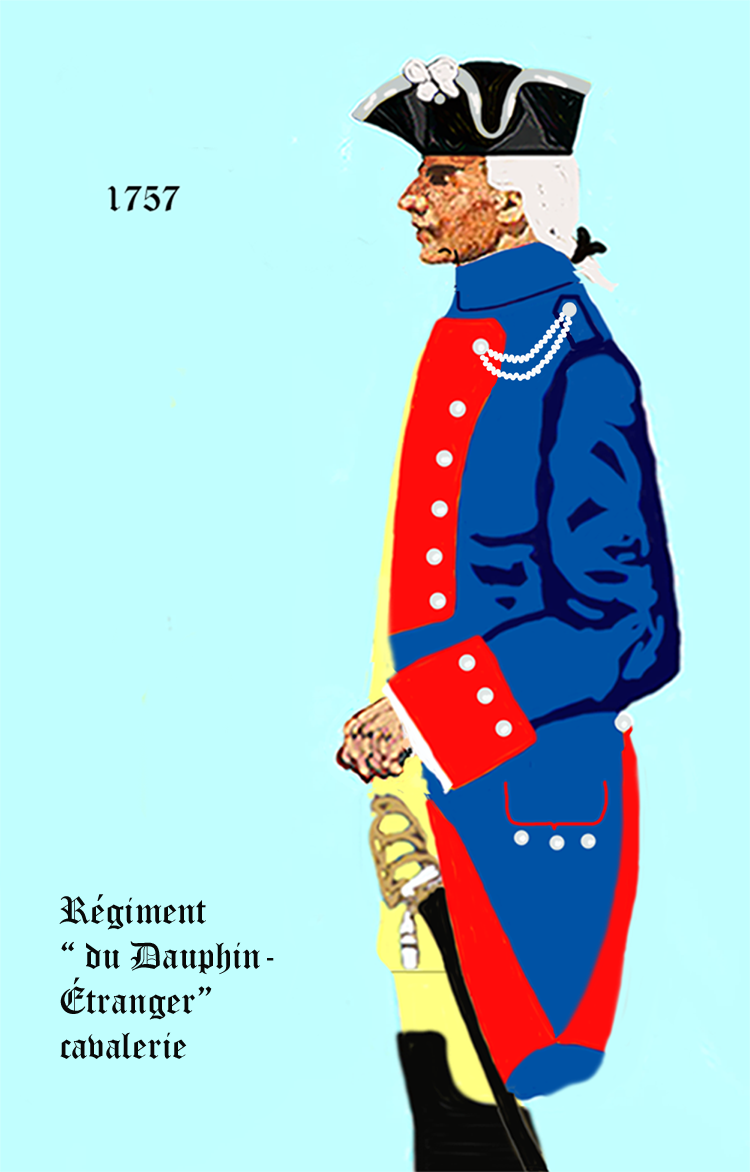
régiment de Dauphin-Étranger cavalerie de 1757 à 1762

## Historique

### Mestres de camp-lieutenants
- 12 mars 1674 : Joseph de Pons de Guimera, marquis de Montclar, brigadier de cavalerie le 8 juin 1657, maréchal de camp le 2 avril 1675, lieutenant général des armées du roi le 25 février 1677, † avril 1690
- 13 novembre 1691 : Raymond Balthasar de Phélipeaux, brigadier le 25 avril 1691, maréchal de camp le 3 janvier 1696, lieutenant général des armées du roi le 23 décembre 1701, † 21 octobre 1713
- 1696 : comte de Carcado
- 1706 : marquis de Matignon
- 31 août 1719 : Louis Gabriel Bazin, marquis de Bezons, brigadier le 20 février 1734, maréchal de camp le 1er mars 1738, † 22 juillet 1740
- 24 février 1738 : marquis de Polignac
- 9 août 1742 : Louis Armand de Seiglière, marquis de Soyecourt, brigadier le 1er janvier 1748, maréchal de camp le 10 février 1759
- 1759 : marquis de Vibraye

### Quartiers
- Bouguenon, en Lorraine[1]